# Penosan Jaya
Penosan Jaya is een bestuurslaag in het regentschap Bener Meriah van de provincie Atjeh, Indonesië. Penosan Jaya telt 531 inwoners (volkstelling 2010).